# Política de Malta
Malta é uma república parlamentarista desde 13 de dezembro de 1974. De 1964, ano de sua independência, até esta data, era uma monarquia dentro da Commonwealth, tendo como chefe de estado a rainha Elizabeth II, representada por um governador-geral. O último destes governadores-gerais foi Anthony Mamo, que tornou-se o primeiro presidente do país.

## Poder Executivo
O chefe de estado é o presidente, que é eleito pelo parlamento unicameral (Kamra tar-Rappreżentanti) para um mandato de cinco anos. Ele também é presidente ex-officio da Comissão de Administração da Justiça de Malta e indica o primeiro-ministro, que é o chefe de governo. Por recomendação do primeiro-ministro, o presidente nomeia cada um dos outros ministros, geralmente escolhidos entre membros do parlamento.
O primeiro-ministro deve comandar a maioria dos votos no parlamento para manter-se no cargo. De acordo com a constituição maltesa, ele deve manter o presidente plenamente informado a respeito das condutas do governo. Quando o primeiro-ministro encontra-se ausente do país, ou em tratamento de saúde, ou em férias, o presidente pode autorizar um outro membro do parlamento a exercer interinamente as funções daquele. Até o presente, doze pessoas exerceram o cargo de primeiro-ministro de Malta desde 1921. O cargo deixou de existir no período entre 1933 e 1947, e entre 1958 e 1962.

## Poder Legislativo
O legislativo unicameral (Câmara de Representantes, Kamra tar-Rappreżentanti) é composto por 65 membros eleitos para um período de 5 anos. O sistema de escolha é o chamado escrutínio de voto único transferível, no qual o eleitor vota no nome do candidato que deseja que seja eleito para o cargo e, na mesma cédula, pode indicar outros nomes, em ordem de preferência — um segundo ou terceiro candidatos — para o qual seu voto será transferido caso seu preferido não alcance o total de votos necessários para se eleger. Geralmente, os 65 membros do parlamento são eleitos por treze distritos eleitorais, cada um destes distritos tendo cinco representantes.

## Poder Judiciário

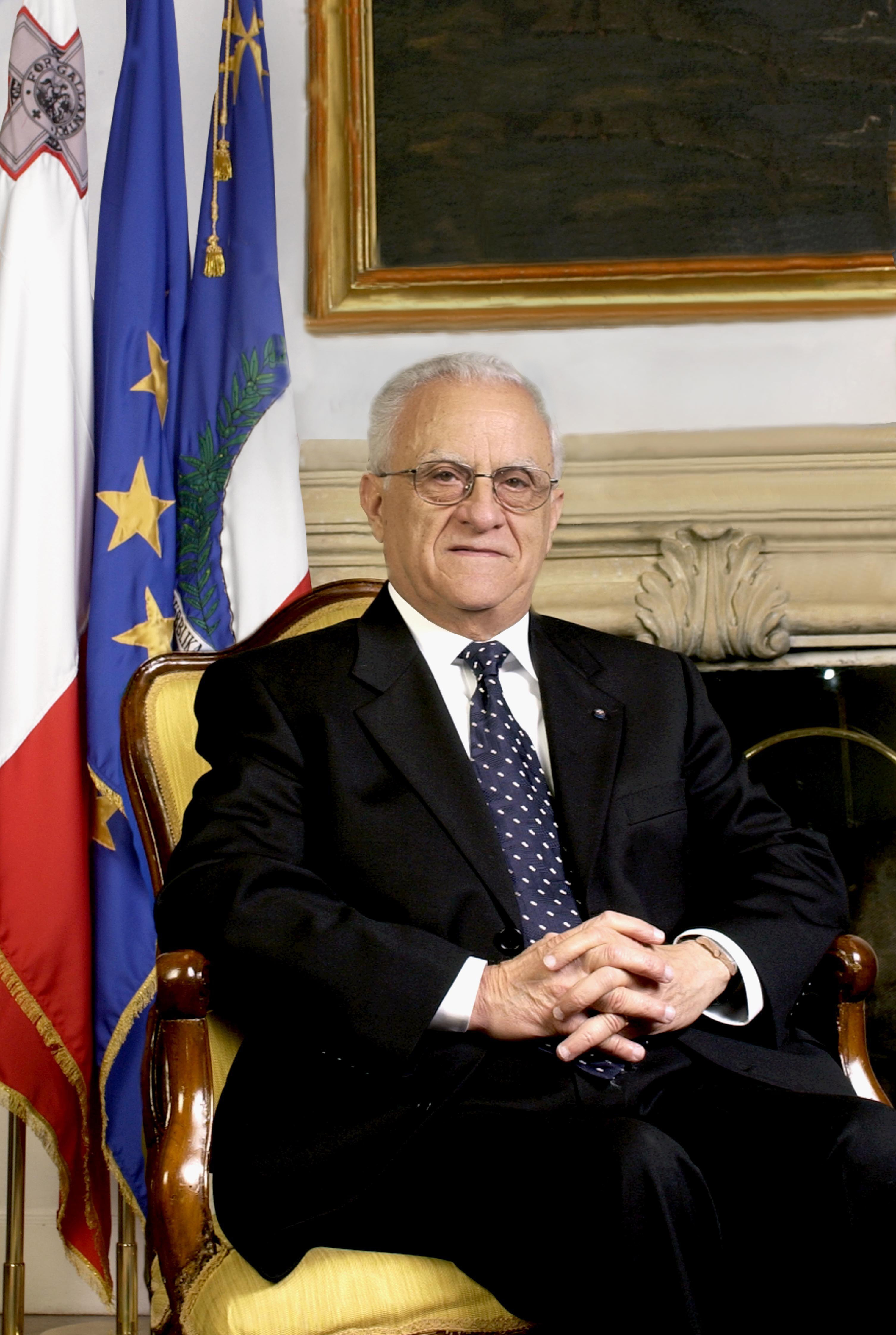
Edward Fenechi Adami.Presidente de Malta

O poder judiciário maltês é independente. O presidente da república indica o juiz-presidente e dezesseis outros juízes. A idade obrigatória para aposentadoria dos juízes é 65 anos. Há uma corte civil, uma corte comercial e uma penal. Nesta última, o juiz preside uma corte de nove jurados. A corte de apelações julga recursos de julgamentos das cortes civil e comercial. A corte de apelação penal recebe os recursos penais. A mais alta corte, a Corte Constitucional, recebe recursos que envolvam violações de direitos humanos, interpretações da constituição e invalidação de leis. Também tem jurisdição sobre casos que envolvam questionamentos de resultados de eleições parlamentares e práticas de corrupção. Há também cortes inferiores, presididas por um magistrado.